# Gran Casa
Gran Casa, generalmente estilizado como GranCasa, acrónimo de Grandes Áreas Comerciales de Aragón, S.A. es un popular centro comercial de la ciudad de Zaragoza en el distrito de Actur-Rey Fernando, frente a World Trade Center Zaragoza, en España. Fue el centro comercial más grande del Valle del Ebro hasta la ampliación del Parque Comercial Puerto Venecia el 14 de enero de 2011, también en Zaragoza.

## Características
Posee una superficie total construida de 200 000 m² distribuidos en 6 plantas (3 de ellas subterráneas). Tiene ubicadas 159 tiendas y un aparcamiento con 2500 plazas de aparcamiento. Se inauguró el 11 de marzo de 1997 y es propiedad de los grupos Sonae e ING. Los arquitectos responsables fueron José Antonio Aranaz de Motta y Agustín Centelles Clúa.

## Historia
El cine fue inaugurado el 25 de junio de 1997 por Arnold Schwarzenegger y George Clooney, que estaban patrocinando en España la estrenada película Batman y Robin.
El del año 2000, abrió sus puertas el primer MediaMarkt en Zaragoza y el cuarto en España.
El 25 de abril de 2008, la actriz y modelo Vanesa Romero fue la madrina de la reinauguración del centro comercial que invirtió más de dos millones y medio de euros en la reforma y remodelación integral de sus instalaciones.
En el año 2012, recibió 12 millones de visitantes.
En noviembre de 2014, la franquicia Dunkin' Coffee abrió su primer restaurante en Aragón.
El 22 de junio de 2018, abrió al público la segunda planta de ocio y restauración tras una reforma que costó más de 12 millones de Euros, de la que hay que destacar que se contaría con 21 restaurantes y 5 quioscos y un gran parque infantil.
En 2019, tras más de 22 años de presencia, El Corte Inglés cerró para ser reconvertido en un outlet de ropa y electrodomésticos, que abrió sus puertas el 7 de octubre.
Entre los meses de marzo y mayo de 2024, cerraron los establecimientos de Zara y H&M.
El 25 de julio de 2025, abrió sus puertas el Primark número 66 en España, y el segundo en la capital aragonesa.

## Establecimientos
Entre los establecimientos presentes en GranCasa destacan: Hipercor, Outlet El Corte Inglés, Decathlon, Media Markt, los cines Cinesa y McDonald's.

## Acceso

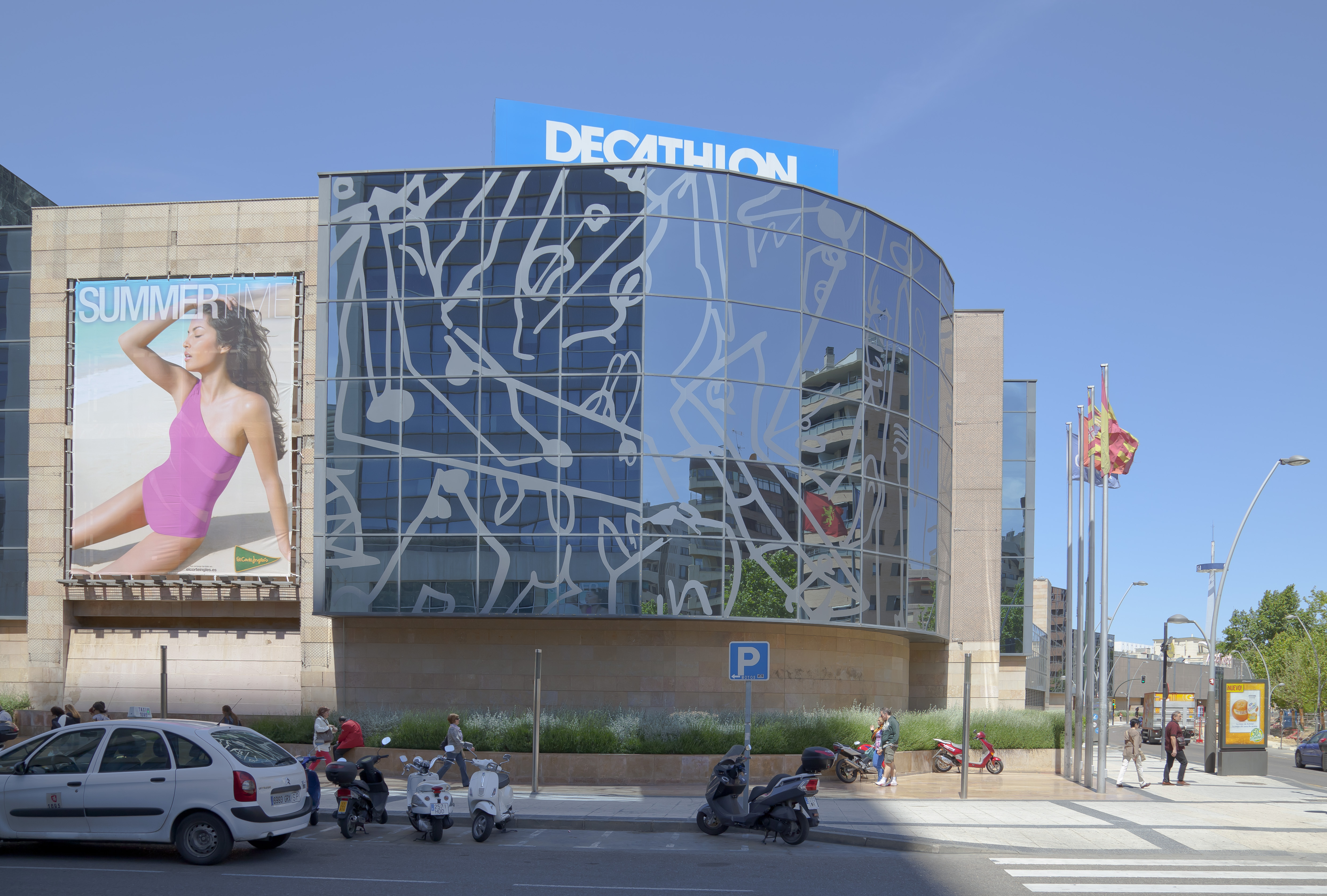
Vista exterior.

Además de en vehículo propio, se puede acceder al entorno del centro comercial utilizando varias líneas de bus urbano. Así mismo, también llega la línea 1 del Tranvía.